# 귀인 최씨
귀인 최씨(貴人 崔氏, 생몰년 미상)는 조선 세종의 후궁이다. 명의궁주(明懿宮主)라고도 한다.

## 생애
본관은 전주이다. 아버지는 판돈녕부사 등을 지낸 최사의이며, 어머니는 박가흥의 딸이다. 1424년(세종 6년) 음력 10월 26일 박강생의 딸(귀인 박씨)과 함께 후궁에 책봉되어 명의궁주에 봉해졌으며, 이때 최씨의 아버지 최사의는 충좌사상호군에 봉해졌다.
이후 최씨는 함께 입궁한 박씨와 함께 1428년(세종 10년) 음력 6월 16일 종1품 귀인에 봉해졌다. 세종과의 사이에서 자녀는 없었으며, 언제 죽었는지는 알 수 없다. 다만 1453년(단종 1년) 음력 10월에 최씨가 혜빈 양씨의 거처에 가서 돌아오고 있지 않고 있다는 기록이 있는 것으로 보아, 그 이후에 사망한 것은 확실한 듯 하다.
한편 조선에서 후궁을 입궁시킬 때 "궁주"라는 칭호를 쓴 것은 최씨와 박씨가 마지막이며, 이후 후궁들은 모두 "빈"~"숙원"의 작위에 봉해졌다.

## 가족 관계
- 아버지 : 최사의(崔士儀, 1376 ~ 1452)
- 어머니 : 순천 박씨 - 박가흥(朴可興)의 딸